# Римский собор (261)
Римский собор — был проведён в 261 году в Риме при папе Дионисии в связи с жалобами, выдвинутыми против александрийского епископа Дионисия со стороны иерархов ливийского Пентаполиса. Дионисию Александрийскому были предъявлены упреки в том, что, опровергая савеллианскую ересь, он отрицал единосущие Сына и проповедовал неравенство и различие в Троице. От имени папы римского и членов собора главе Александрийской церкви было направлено послание с предложением опровергнуть эти обвинения, что и было сделано.